# Epichnopterix sieboldi
Epichnopterix sieboldi is een vlinder uit de familie zakjesdragers (Psychidae). De wetenschappelijke naam van deze soort is voor het eerst geldig gepubliceerd in 1853 door Reutti.
De soort komt voor in Europa.